# Мирний-21
«Ми́рний-21» — українська воєнна драма 2023 року режисера Ахтема Сеітаблаєва. Сюжет фільму базується на реальних подіях 2014 року, коли загін луганських прикордонників, розташований за адресою, на честь якої названо фільм, дав бій росіянам, які хотіли захопити цей прикордонний пункт. 
Прем'єра фільму в Україні відбулася 22 лютого 2023 року.

## Сюжет
В основі фільму — реальна історія луганських прикордонників, які дали бій окупантам, попри перевагу ворога в силі та техніці. 
Фільм зображує події червня 2014 року, які відбулися на прикордонні Луганщини. Тоді російські спецслужби та агенти намагалися схилити бійців луганського прикордонного загону зрадити Батьківщину. Таким чином вони намагались повторити кримський сценарій та захопити українські території без бою. Попри відсутність досвіду, за рішенням чинного командира, загін вступив у бій. 

## Актори
- Віталій Гордієнко
- Андрій Самінін[5]
- Максим Девізоров
- Павло Лі
- Віктор Жданов
- Марія Штофа
- Роман Ясіновський
- Олексій Тритенко
- Лорена Колібабчук
- Андрій Мостренко
- Лариса Руснак
- Зоя Власенко
- Сергій Фролов
- Євген Ламах
- Олег Стефан

## Фільмування
Над сценарієм працював чинний полковник Державної прикордонної служби Анатолій Коцюрба, який постійно розповідав авторам стрічки про специфіку роботи прикордонників і загалом про військову службу.
Фільмування відбувалося в Києві та Київській області, зокрема на території військової частини у Василькові. Саме цей об'єкт у перші дні вторгнення у 2022 році знищили загарбники.
Фільм став останнім у кар'єрі українського актора Павла Лі, якого вбили російські військовики 6 березня 2022 року під час битви за Ірпінь.